# 畳語法
畳語法（じょうごほう、または畳句法、畳音法、Epizeuxis）は、激しさまたは強調のために、言葉を連続して繰り返す修辞技法のこと。
- Words, words, words.

-- ウィリアム・シェイクスピア『ハムレット』
- Never, never, never quit.

-- ウィンストン・チャーチル